# Lanmeur
Lanmeur è un comune francese di 2 218 abitanti situato nel dipartimento del Finistère nella regione della Bretagna.

## Società

### Evoluzione demografica
Abitanti censiti